# Kappvändaren
Kappvändaren (tyska: Der Überläufer) är en tysk historisk dramaserie som hade premiär den 1 april 2020. Serien är baserad på Siegfried Lenz roman Der Überläufer.

## Handling
Serien utspelar sig under sommaren 1944 och Walter, en ung tysk soldat, lämnar hemmet för att återvända till östfronten när hans tåg sprängs av en landmina. Walter överlever och blir beordrad att utföra brutala illdåd, men en dag ser Walter en chans att lösa sitt moraliska dilemma.

## Rollista (i urval)
- Jannis Niewöhner - Walter Proska
- Małgorzata Mikołajczak- Wanda Zielinski
- Sebastian Urzendowsky - Wolfgang Kürschner
- Rainer Bock - Wilhelm Stehauf
- Bjarne Mädel - Ferdinand  Ellerbrok
- Katharina Schüttler - Maria Rogalski
- Shenja Lacher - Kurt Rogalski
- Florian Lukas - Paul Zacharias
- Mathias Herrmann-  Helmut Poppek
- Adam Venhaus - Zwiczowsbirski
- Janusz Cichocki - Pfarrer Jan Kowolski
- Wiesław Zanowicz - Jakub Zielinski